# Ten-musu

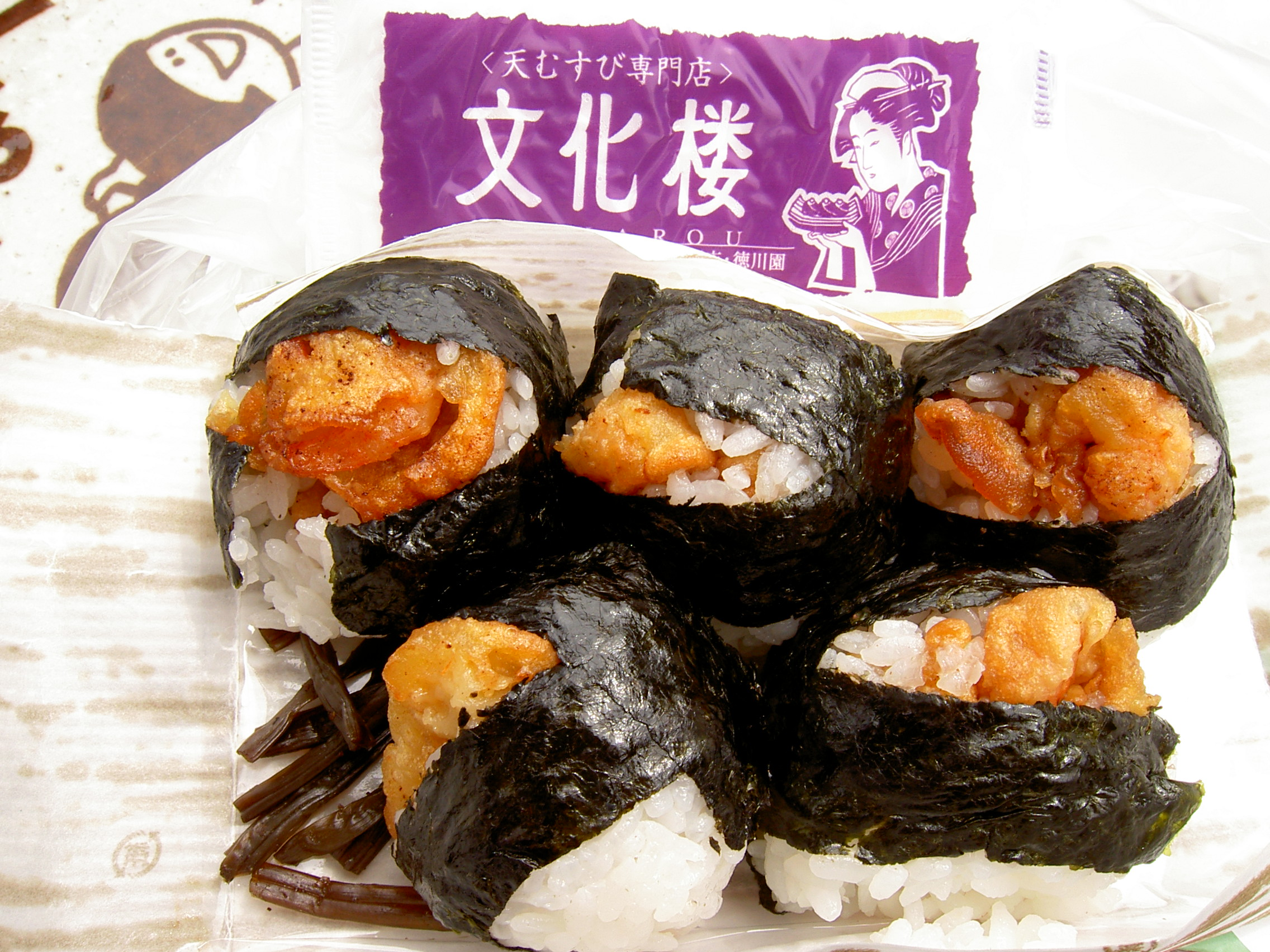
Ten-musu

Ten-musu (jap. 天むす) sind gewürzte japanische Reisbälle mit Tempura von Zehnfußkrebsen.
Sie wurden 1957 von der Frau des Besitzers des Restaurants Chizu in Tsu erfunden. Heutzutage gehören sie zu den populärsten Gerichten in Nagoya. Der Begriff Ten-musu setzt sich aus den Wörtern Tempura und Omubisi (Reisball) zusammen.